# 張憲 (宋朝)
张宪（？—1142年），或说为阆州（今四川省南充市阆中市）人，南宋抗金將領岳飞麾下前军统制，与中军统制王贵并为岳飞的左膀右臂。官至龙神卫四厢都指挥使、阆州观察使、高阳关路马步军副都总管，与武安军承宣使王贵出任鄂州驻扎御前诸军的正副都统制，接替岳飞掌握兵权。因拒绝诬陷故帅岳飞而被杀，后被朝廷平反，追复原官，追赠宁远军承宣使。

## 从微相随

### 移屯泰州
宋高宗建炎（1127年—1130年）年间，张宪已经在岳飞麾下效命。建炎四年（1130年）七月，朝廷以武功大夫、昌州防御使岳飞为通泰镇抚使、兼知泰州。九月，岳飞所部抵达泰州，然后出兵救援被金国元帅左监军完颜昌围困的楚州，命前军统领张宪留守泰州。不久，楚州失守，岳飞撤回泰州。十一月，完颜昌进攻泰州，岳飞率部渡江南撤。

### 留守徽州
宋高宗绍兴元年（1131年）正月，岳飞奉命赶往饶州集结，随检校少保、定江昭庆军节度使、神武右军都统制、江淮招讨使张俊出兵镇压叛变的右武大夫、忠州防御使、舒蕲光黄镇抚使、兼知舒州李成。二月，岳飞所部行至徽州，命通泰镇抚司统领张宪留守。六月，武义大夫、阁门宣赞舍人张琪叛变，进犯徽州，自度力寡不敌的张宪撤退。

## 鎮壓國內武裝

### 击败曹成
绍兴二年（1132年）正月，朝廷以亲卫大夫、建州观察使、神武副军都统制岳飞权知潭州、权荆湖东路安抚使、马步军都总管，镇压叛变的武功大夫、荣州团练使、知郢州曹成。四月，岳飞命前军统制张宪进攻莫邪关，张宪部士卒郭进率先破关。敌将杨再兴反扑，杀死第五将正将韩顺夫。张宪与后军统制王经赶到，与杨再兴激战，将之逐出桂州。闰四月，曹成战败，逃往连州，杨再兴被张宪生擒，俯首请降。张宪攻占连州，又在沅州俘获曹成余党郝政。

### 平定吉虔
绍兴三年（1133年）二月，朝廷命中卫大夫、武安军承宣使、神武副军都统制岳飞平定盘踞吉州的彭友、李满等人和盘踞虔州的陈颙、罗闲十等人。四月，岳飞所部行至吉州，分遣统领王贵、张宪进兵，生擒彭友、李满等人。岳飞乘胜进攻虔州，分兵攻打叛军的几百座山寨，各处山寨纷纷陷落。九月，张宪以平定吉、虔之功，自武功郎、阁门宣赞舍人转三官，为武略大夫、吉州刺史。

## 抵御金國

### 收复襄汉
绍兴四年（1134年）三月，朝廷以镇南军承宣使、神武后军统制、江南西路舒蕲州制置使岳飞兼荆湖南路鄂岳州制置使，出兵收复京西路的襄阳府、唐、邓、随、郢州和信阳军。五月，又兼黄复州汉阳军德安府制置使。临行前，宋高宗特赐武功大夫、遥郡刺史王贵，武略大夫、吉州刺史张宪，武略郎、阁门宣赞舍人徐庆捻金线战袍各一领、金束带各一条。岳飞派张宪进攻随州，久攻不克，亲卫大夫、安州观察使、中军统领牛皋来援，三日内合力攻下随州。七月，岳飞又派王贵、张宪进攻邓州，大败城外列阵的数万金、齐联军，又乘胜攻克邓州。

### 摄理军务
绍兴六年（1136年）九月，起复检校少保、武胜定国军节度使、湖北京西路宣抚副使兼营田使、武昌郡开国公、食邑二千五百户、食实封一千户岳飞目疾发作，以湖北京西路宣抚司前军统制、同提举一行事务张宪和直徽猷阁、湖北京西宣抚司参谋官薛弼，右宣义郎、湖北京西宣抚司参议官、提举京西南路常平茶盐公事、兼权转运提刑司公事李若虚主持宣抚司事务。

### 抵抗劉齐
绍兴六年（1136年）十一月，劉齐西京留守司统制郭德、魏汝弼、施富、任安中等号称五万人进犯邓州，起复检校少保、武胜定国军节度使、湖北京西路宣抚副使兼营田使、武昌郡开国公、食邑二千五百户、食实封千户岳飞命本司前军统制、同提举一行事务张宪率万人迎击。张宪击败劉齐军，生擒郭德、施富，夺得马五百余匹，俘虏千人，魏汝弼等退回洛阳。

### 稳定军心
绍兴七年（1137年）三月，起复太尉、武胜定国军节度使、湖北京西路宣抚使兼营田大使、武昌郡开国公、食邑三千户、食实封一千二百户岳飞负气离职，前往庐山东林寺为去世的母亲继续服丧。朝廷以兵部侍郎、兼都督府参议军事张宗元为湖北京西路宣抚判官，前往监军。代理军务的湖北京西路宣抚司前军统制、同提举一行事务张宪告病休养，军中人心惶惶，流言四起。直宝文阁、知襄阳府薛弼敦请张宪带病主持军务，军中才安定下来。

### 进兵中原
绍兴十年（1139年）五月，金国太保、都元帅、领行台尚书省事完颜宗弼撕毁和议，分兵南侵。六月，少保、武胜定国军节度使、湖北京西路宣抚使、兼河南北诸路招讨使、兼营田大使、武昌郡开国公、食邑四千七百户，食实封二千户岳飞命湖北京西路宣抚司前军统制、同提举一行事务张宪进兵。闰六月，张宪率部攻克颍昌府，随即东进攻克淮宁府。

## 被處決

### 代掌兵权
绍兴十一年（1141年）四月，朝廷以岳飞为少保、枢密副使、武昌郡开国公、食邑六千一百户、食实封二千六百户，撤销湖北京西路宣抚司，解除兵权。以武安军承宣使、御前中军统制王贵为权都统制，龙神卫四厢都指挥使、阆州观察使、高阳关路马步军副都总管、御前前军统制张宪为权副都统制，节制全军。

### 受死
绍兴十一年（1141年）九月，在少保、尚书左仆射、同中书门下平章事兼枢密使冀国公秦桧与安民靖难功臣、少师、枢密使、济国公张俊授意下，左武大夫、果州防御使、差充京东东路兵马钤辖、御前前军副统制王俊诬告张宪，称其与岳飞长子左武大夫、忠州防御使、提举醴泉观岳云密谋，意图使少保、武胜定国军节度使、充万寿观使、奉朝请岳飞重掌兵权。张宪正在镇江府的枢密行府参谒，被张俊立即逮捕并严刑逼供。张宪体无完肤，數度暈厥，仍不肯指控岳飞父子。张俊无奈，只得编造口供，呈报秦桧，移交大理寺。十二月，御史中丞万俟卨定案，判处岳飞斩刑、张宪绞刑、岳云三年徒刑。但宋高宗却下旨，岳飞特赐死，张宪、岳云并依军法施行。绍兴十二年（1142年）十月，张宪妻儿被分别送往封州、程江、兴化军看管居住。

### 平反昭雪
绍兴三十一年（1161年）十月，宋高宗下令释放岳飞、张宪子孙，可以从流放地自由迁徙；宋孝宗乾道元年（1165年）十一月，张宪追复龙神卫四厢都指挥使、阆州观察使原官，四子各补官承信郎；宋宁宗嘉泰四年（1204年）八月，追赠宁远军承宣使，任命书由张宪之子忠训郎、前黄州听候使唤张敌万收执。

## 延伸阅读
[在维基数据编辑]
 《宋史·卷368》，出自脱脱《宋史》
 在维基共享资源阅览影像